# Fred Rößner
Alfred „Fred“ Rößner (* 16. August 1911 in Sankt Johann am Tauern, Steiermark; † 25. Dezember 2005 in Salzburg) war ein österreichischer Sportler, Trainer und Sportpionier.
Rößner war gelernter Mittelschulprofessor. Er belegte bei den Olympischen Spielen in Garmisch-Partenkirchen 1936 mit der ÖSV-Langlaufstaffel den achten Platz.
Zusammen mit Friedl Wolfgang gelang ihm die Erstbegehung an der Eiskögele-Nordwand in der Glocknergruppe. Im Jahr 1937 durchquerte er, zusammen mit seinem Bruder Hugo, den Kaukasus als erster Mensch auf Skiern.
Bei den (inoffiziellen) Nordischen Skiweltmeisterschaften von Cortina d’Ampezzo erreichte er den zweiten Rang mit der Staffel im Skipatrouillenlauf.
Er galt als einer der Wegbereiter des Skisportes und erreichte bei den Olympischen Spielen 1948 mit einer durch ihn trainierten Langlaufstaffel den vierten Platz. In Oslo 1952 folgte der fünfte Platz bereits als ÖSV-Chef. Die Herren holten in Oslo fünf von neun möglichen Medaillen sowie die Damen zwei weitere Medaillen.
Als Innovation galt das durch Rößner eingeführte Sommertraining, das Höhentraining und seine systematischen Trainingsmethoden. Er trainierte nach diesen Methoden den dreifachen Olympiasieger Toni Sailer und war der Vater des „weißen Wunderteams“. In Wien führte er eine neue Ausbildung für Trainer ein und leitete diese bis zur Pensionierung 1976. Er war im Vorstand der Fédération Internationale de Ski und wurde 1985 zum Ehrenmitglied ernannt.